# Wolfgang Köstlin
Wolfgang Otto Köstlin (* 3. März 1914 in Esslingen am Neckar; † 22. Oktober 1997 in Bonn) war ein deutscher Generalmajor des Heeres der Bundeswehr.

## Leben und Wirken
Köstlin, Sohn eines Rechtsanwaltes und Angehöriger der Familie Köstlin, wuchs in Stuttgart auf und legte das Abitur an einem Darmstädter Gymnasium ab. 1933 wurde er als Offiziersanwärter bei der Kavallerie in das 18. Kavallerie-Regiment in Bad Cannstatt aufgenommen, wo er am 1. August 1938 zum Oberleutnant befördert wurde. Während des Zweiten Weltkrieges gehörte er als Adjutant, Schwadronchef und schließlich als Abteilungskommandeur im Range eines Rittmeisters dem Stab der 5. Infanterie-Division an, in die das Kavallerie-Regiment integriert worden war. Nach seiner Beförderung zum Major im Generalstabsdienst am 1. August 1943 diente er zunächst unter Johann Adolf Graf von Kielmansegg und anschließend als Erster Generalstabsoffizier unter Adolf Heusinger in der Operationsabteilung des Oberkommandos der Wehrmacht. Im Rahmen der Ardennenoffensive wurde Köstlin zu Weihnachten 1944 schwer verwundet und geriet in amerikanische Gefangenschaft. 
Nach Köstlins Entlassung aus der Gefangenschaft im Jahr 1948 begann er an der Universität Tübingen ein Studium der Rechtswissenschaften und legte 1951 sein Erstes Staatsexamen ab. Im Anschluss daran wechselte er an die Universität Stuttgart, wo er 1955 sein Zweites Staatsexamen absolvierte.
Nach einer kurzen Tätigkeit als Jurist in einem Verband der Textilindustrie, trat er im Februar 1956 im Rang eines Oberstleutnants in die ein Jahr zuvor neu gegründete Bundeswehr ein. Hier wurde er als Chef des Stabes einer Kommandobehörde des Heeres eingesetzt und ein Jahr später in das Bundesministerium der Verteidigung berufen. 
Dort wurde Köstlin nach seiner Beförderung zum Oberst i. G. ab dem 1. Juli 1958 als Referent im Führungsstab der Bundeswehr (Fü B I) eingesetzt und ab 1. Februar 1960 kommissarisch mit der Wahrnehmung der Aufgaben eines Unterabteilungsführers „Innere Führung“ beauftragt. Wenige Monate später folgte am 16. Juni seine Versetzung als Kommandeur in die Panzergrenadierbrigade 30, in der er bis zum 30. September 1963 diente. Anschließend wurde Köstlin wieder zurück in den Fü B I versetzt, wo er zum Unterabteilungsleiter „Innere Führung“ ernannt und zum Brigadegeneral befördert wurde. 1968 wurde Köstlin mit gleichzeitiger Beförderung zum Generalmajor als stellvertretender Kommandierender General des III. Korps der Bundeswehr unter Gerd Niepold eingesetzt und 1971 pensioniert.
Als Offizier im Führungsstab der Bundeswehr gehörte Köstlin neben seinem Alltagsgeschäft dem Planungsstab zur Erstellung der neuen Vorgesetztenverordnung der Bundeswehr an, die 1956 in Kraft trat. Darüber hinaus war er später als Unterabteilungsführer im Fü B I vor allem am Aufbau und an der Ausrichtung sowie den Konzepten der Ausbildungsangebote der Führungsakademie der Bundeswehr beteiligt.
Köstlin war verheiratet.

## Auszeichnungen
- Verwundetenabzeichen in Silber
- Eisernes Kreuz I. Klasse (1940)
- Großes Verdienstkreuz des Verdienstordens der Bundesrepublik Deutschland (1971)

## Werke (Auswahl)
- Mit uns im Osten : Eine Bildfolge vom Einsatz d. Ulmer Infanterie-Division, Belser, Stuttgart, 1942
- Freiheit und Bindung der militärischen Führung unter dem Einfluss von Kernwaffen und neuzeitlichen Führungssystemen, BMVg, 1966